# Augusto Giovannelli
Augusto Giovannelli (Rieti, 5 agosto 1939) è un politico italiano, sindaco socialista di Rieti dal 1983 al 1988.
La sua giunta fu caratterizzata da numerose iniziative nel campo delle opere pubbliche, tra cui il progetto di realizzazione di un argine in muratura a difesa dalle esondazioni del fiume Velino (proposta molto criticata che venne infine abbandonata) e la concessione delle autorizzazioni per la costruzione del quartiere di Campoloniano.